# Покрет успјешна Српска
Покрет успјешна Српска (ПУС) је политичка странка са сједиштем у Републици Српској, у Бијељини, чији је предсједник Златко Максимовић, посланик у деветом сазиву Народне скупштине РС.
Настала је почетком марта 2016. године, када је дотадашњи члан Српске демократске странке, и посланик у деветом сазиву, Златко Максимовић, напустио странку, и првобитно формирао удружење грађана Успјешна Српска, те најавио кандидатуру за градоначелника Бијељине. Убрзо је покрет регистрован као политичка странка са називом Покрет успјешна Српска.

## Локални избори 2016. године
Злтако Максимовић је био кандидат коалиције "Бијељина побјеђује" за градоначелника Бијељине на локалним изборима 2016. године, коју су поред Покрета успјешна Српска још чинили и СНСД, ДНС, СП, СРС, СНС и Покрет за Семберију.
На изборима се супротставио дугогодишњем градоначелнику Бијељине Мићи Мићићу, члану СДС-а, и кандидату Савеза за промјене. Према коначним резултатима Мићић је однио побједу са 30.703 гласа (односно 49,47%), у односу на 29.922 гласа (48,21%) колико је освојио Максимовић.

## Резултати
| Избори | # гласова | % од важећих | # посланика | Влада            |
| ------ | --------- | ------------ | ----------- | ---------------- |
| 2018.  | 6.330     | 0,92%        | 0 / 83      | ванпарламентарна |
| 2022.  | 20.898    | 3,27%        | 0 / 83      | ванпарламентарна |